# تاریخ اولجایتو
- کتابی است در مورد زندگی و پادشاهی سلطان محمد خدابنده الجایتو یکی از ایلخانان مغول که توسط ابوالقاسم عبدالله بن محمد القاشانی نوشته شده‌است.

## بخشی از مقدمهٔ کتاب
... و در این عهدپادشاه ایران زمین که بیضه و واسطه اقالیم و خلاصه روی زمین است، از آن اصل صمیم چنگیزخان و نسل عظیم و ازهار شاخسار طیبه و شکوفه دوحه آن طاهره‌است و به عقل و رای و دانش و بینش و شجاعت و سماحت و علم و حکمت از اکفاو اقران خانان گوی مسافعت به چوگان مطابقت ربوده؛ و مربی دین اسلام و ایمان بوده، و از جامه خانه رحمت، خلعت خانیت بر قامت استقامت او راست آمده، و تاج کرامت نامزد فرق فرقدسای او گشته، و افسروسریر سلطنت ایران از بحر تا بحر و از نهر تا نهر در این عهد و زمان و حین اوان مبارک به حکم بارگاه الهی، و مسند ودیهیم شاهی، تبارک مبارک را به قدوم خدایگان بنده پرور، و شهریار فرشته سیر، وخسرو دادگر، دارای بر و بحر، پادشاه شرق و غرب، مایه امن و امان، فیض رحمت رحمان، ظل ظلیل یزدان، شهنشاه اعظم، سلطان سلاطین عالم، فرمان فرمای خواقین بنی آدم، ثمر شجر چنگیزخانی، باکوره بهار تولی خانی، نوباوه باغ هولاکوخانی، زبده اولاد ابقاخانی، در دری صدف ارغون خانی، مربی دین مسلمانی، خدیو زمین و زمان، فرمان ده مکین و مکان، در دریای جود، نقطه وسبط محیط وجود، در درج خسروی، ماحی ماثر کسروی و قیصری، ظل ظلیل عدل گستری، شهسوار میادین دین پروری، سیمرغ قاف سعادت، سایه همای اقبال و دولت، مرکزمحیط جهانبانی، منظور نظر ربانی، المخصوص به تأیید عنایت یزدانی، محی مراسم ملت مصطفوی، مربی شعار سنت نبوی، پادشاه دین پناه، سایه لطف‌الله، آدم دم، نوح فتوح، خلیل خلت، موسی کف، عیسی نفس، محمد دم، علی علم، خضرالهام، سلیمان فرمان، سکندر رای، چنگیزخان سیاست، تولوی صلابت، قان بسطت، قوبلا عظمت، هولاکو مهابت، اباقا سماحت، ارغون هدایت، غازان عدالت، جم جاه عدل، موید ید، مظفر فر، سیاوش وش، کیخسرو رو، دارا رای، خاقان الاعظم، مالک رقاب الامم، سلطان سلاطین الترک و العجم، ظل الله فی العالمین، باسط العدل فی الارضین، المخصوص بعنایه رب‌العالمین، المظفرمن السما، الموید علی الاعدا، محرز ممالک الدنیا، مظهر کلمه الله العلیا، امان‌الله فی خلقه، ملاذ سکان العالم فی غربه و شرقه، القایم بامرالله، الداعی فی الله، سلطان ارض الله، معزاولیا الله، مذل اعداالله، خافظ بلادالله، ناصرعبادالله، النورالساطع و البرق اللامع، غیاث الحق و الدوله و الدین اولجایتو سلطان محمد خدابنده خلد الله دولته و جعل بسیط الارض مملکته مزین و محلی گردانیده و بفر بهی و طلعت شهی این پادشاه فضا صولت قدر قدرت آراسته.